# Jump, Darling
Jump, Darling är en kanadensisk dramafilm från 2020 som regisserad av Phil Connell.  I rollerna spelar Thomas Duplessie, Cloris Leachman, Linda Kash, Jayne Eastwood, samt dragqueensen Tynomi Banks, Miss Fiercelicious och Faye Slift. 
Filmen visades under en exklusiv förhandsvisning av Inside Out under 2020.  Filmen planeras släppas kommersiellt under 2021.
[uppföljning saknas]